# Умуралиев, Мукаш
Мукаш Умуралиев — советский хозяйственный, государственный и политический деятель.

## Биография
Родился в 1920 году в селе Кызыл-Суу. Член КПСС.
С 1942 года — на хозяйственной, общественной и политической работе. В 1942—1982 гг. — зоотехник в совхозе «Улахол» Тонского района Иссык-Кульской области, зоотехник в племенном совхозе «Кызыл Октябрь» Фрунзенской области, зоотехник, директор совхоза «Толок» Кочкорского района Нарынской области, директор племенного овцеводческого хозяйства «Тамчы», заместитель министра, министр совхозов Киргизской ССР, заместитель министра сельского хозяйства Киргизской ССР, министр сельского хозяйства Киргизской ССР, заместитель министра заготовок Киргизской ССР, министр сельского хозяйства Киргизской ССР, постоянный представитель Совета Министров Киргизской ССР при Совете Министров СССР, министр заготовок Киргизской ССР.
Избирался депутатом Верховного Совета СССР 7-го и 8-го созывов, Верховного Совета Киргизской ССР 5-го, 9-го и 10-го созывов.
Умер в Бишкеке в 2005 году.